# Кампільйо-де-Льєрена
Кампільйо-де-Льєрена (ісп. Campillo de Llerena) — муніципалітет в Іспанії, у складі автономної спільноти Естремадура, у провінції Бадахос. Населення — 1485 осіб (2010).
Муніципалітет розташований на відстані близько 280 км на південний захід від Мадрида, 110 км на схід від Бадахоса.

## Демографія
Динаміка населення (INE ):